# Halsbrücke
Halsbrücke è un comune di 4 983 abitanti della Sassonia, in Germania.
Appartiene al circondario (Landkreis) della Sassonia centrale (targa FG).